# 努切特鄉 (登博維察縣)
努切特鄉（羅馬尼亞語：Comuna Nucet, Dâmbovița），是位於羅馬尼亞南部的鄉份，由登博維察縣負責管轄，面積326平方公里，海拔高度210米，2007年人口4,243，人口密度每平方公里13人。